# Je suis la loi
Pour plus de détails, voir Fiche technique et Distribution.
Je suis la loi (I Am the Law) est un film américain réalisé par Alexander Hall, sorti en 1938.

## Fiche technique
- Titre original : I Am the Law
- Titre français : Je suis la loi
- Réalisation : Alexander Hall
- Scénario : Jo Swerling
- Photographie : Henry Freulich
- Montage : Viola Lawrence
- Société de production : Paramount Pictures
- Pays de production : États-Unis
- Format : Noir et blanc - 1,37:1
- Genre : drame
- Durée : 83 minutes
- Date de sortie : 1938

## Distribution
- Edward G. Robinson : John Lindsay
- Barbara O'Neil : Jerry Lindsay
- John Beal : Paul Ferguson
- Wendy Barrie : Frances 'Frankie' Ballou
- Otto Kruger : Eugene Ferguson
- Arthur Loft : Tom Ross
- Marc Lawrence : Eddie Girard
- Douglas Wood : Bert Berry
- Robert Middlemass (en) : Moss Kitchell
- Ivan Miller : Inspecteur Gleason
- Charles Halton : George Leander
- Louis Jean Heydt : John W. Butler
- Fay Helm : Mme Butler